# Bandera de Manchukuo
La bandera de Manchukuo corresponde al emblema oficial utilizado por dicho Estado desde su establecimiento en 1932 hasta su disolución en 1945. La composición de la bandera estuvo basada en los colores de las banderas empleadas anteriormente por el gobierno de Beiyang y el Imperio de China, que a su vez se inspiraba en el lema «Cinco razas bajo una unión».

## Historia
La bandera estaba compuesta por un fondo amarillento con cuatro franjas horizontales de diferentes colores en la esquina superior del lado izquierdo. Los colores de la bandera se basaron en los colores de la bandera de las "cinco razas bajo una unión", la cual ya había sido utilizada por el Gobierno de Beiyang y el Imperio de China. Esta bandera también era similar a la que había sido utilizada por la Camarilla de Fengtian. El color amarillo simbolizaba al pueblo manchú, mientras que el rojo representaba al pueblo japonés (Yamato), el azul representa a los chinos Han, el blanco representa al pueblo Mongol y el negro representa a los coreanos.

## Otras banderas

### Banderas de uso civil

Bandera del Emperador de Manchukuo.
Bandera del Servicio postal de Manchukuo.
Bandera de la Asociación Concordia.

### Armada de Manchukuo

Bandera de guerra y pabellón naval.
Bandera del Ministro de Marina.
Bandera de comandante superior de la Armada
Bandera de contraalmirante de la Armada
Bandera de comodoro de la Marina
Bandera de almirante de la Marina
Bandera de la Policía Marina
Bandera de Jefe de Policía Marítima
Bandera del oficial superior de la policía marítima actualmente a flote
Bandera de Jefe de Policía de la Administración Civil
Bandera de Jefe de la Administración Civil